# ليليان ميتج
ليليان مارغريت ميتج (بالانجليزية: Lillian Margaret Metge) (اسمها قبل الزواج: غروب، 22 يونيو عام 1871 - 10 مايو عام 1954) مناصرة لحقوق المرأة الأنجلو-أيرلندية. أسست جمعية ليسبورن للمطالبة بحق الاقتراع، التي تركتها لاحقًا لتصبح ناشطة متشددة شاركت في انفجار في كاتدرائية ليسبورن الأنجليكانية في أيرلندا. تم سجنها لفترة وجيزة، ثم مُنحت ميدالية إضراب عن الطعام من قِبَل الاتحاد الاجتماعي والسياسي للمرأة. واصلت حملتها، وإن كان ذلك بسلام، أثناء الحرب العالمية الأولى وبعدها.

## نشاطها لدعم حق الاقتراع
أصبحت ميتج مهتمة بقضية الضغط من أجل حق الاقتراع حيث لم يكن وضعها المالي ولا تعليمها كافيين، لأنها امرأة، لذا انخرطت في النشاط من أجل حقوق المرأة. في أولستر، انتشر هذا الاهتمام بين نساء الطبقة الوسطى الليبرالية بالتغييرات الاجتماعية الانقسام القومي/الوحدوي والهدف من التحسينات عبر الطبقات الاجتماعية.
على الرغم من ذلك، تعمم الرأي بين العديد من رجال أولستر بأن النساء لم يكن قادرات على إدارة السياسات المعقدة لأولستر والحكم الذاتي، وبالتالي لا ينبغي السماح لهن باباقتراع، وأنه لم يكن مطلبًا عامًا، بل من عدد قليل منهم. قبِلَت بعض الجماعات النسائية المحلية بالسعي لتحقيق نفس متطلبات الملكية مثل الرجال بدلًا من الاقتراع العام. لم يتم تسجيل آراء ميتج الخاصة حول هذه الأمور بوضوح.
أسست ميتج جمعية ليسبورن لحق الاقتراع وعملت بمنصب رئيسة الجمعية وأمينة سرها في أوقات مختلفة. كان هناك عدد قليل من مجموعات الاقتراع الأيرلندية وأولستر التي تعمل على توحيد جهودها. كتبت ميتج مقالات في النشرة الإخبارية في صحيفة حركة الاتحاد الأيرلندي لحق المرأة في الاقتراع (آي دبليو إس إف)، ذا آيريش سيتيزن.
في عام 1913، مثلت ميتج حركة الاتحاد في المؤتمر النسائي الدولي، الذي عقد في بودابست. في عام 1913، تورطت حركة الاتحاد بقضية أنها جماعة مسلحة. في أبريل عام 1914، غادرت ميتج كلًا من حركة الاتحاد وجمعية ليسبورن بسبب بعض القضايا «الإدارية»، وألقت خطابًا ذكرت فيه نيتها بأن تكون متشددة، لأن القيام بخلاف ذلك سيكون عارًا للرؤية التي تؤمن بها.
في مايو عام 1913، أصبحت جزءًا من مجموعة كبيرة من النساء اللواتي اتهمن الملك جورج الخامس خارج قصر باكنغهام وتعرضن للضرب على يد الشرطة.
في يوليو عام 1913، حضرت محاكمة بلفاست لدوروثي إيفانز ومادج موير عندما ألقي القبض عليها لاحقًا بسبب إلقائها الحجارة على نوافذ المحكمة. ساعدت ميتج في رعاية إيفانز، التي أطلق سراحها في وقت مبكر من يوم 26 يوليو تبعًا لأسباب صحية خلال فترة إضرابها عن الطعام في سجن تولامور. يُقال بأن ميتج قد اشترت في إحدى المرات، أحذية باللونين «الأخضر والأبيض» لزميلتها الأيرلندية هانا شيهي سكيفينغتون.
في 31 يوليو عام 1914، نفذت ميتج خطة لتفجير كاتدرائية ليسبورن الأنجليكانية، بالتعاون مع الآنسة دي كارسون ومود ويكهام ودوروثي إيفانز. الانفجار الذي أوقظ البلدة في منتصف الليل. اعتقدت زوجة مدير قوة متطوعين أولستر، ليليان سبيندر، في البداية أنه صوت رصاص قوي، لكن في وقت لاحق عندما اكتشفت أنه كان على يد النشطاء، قالت «أولئك النشطاء - الوحشيون!» ووصفت ميتج بأنها «متشددة معتوهة».
تسبب الديناميت بتدمير أقدم نافذة من الزجاج الملون في كاتدرائية كنيسة أيرلندا، ما أثار غضب بعض السكان المحليين.
ذهبت الشرطة في البداية إلى مصانع الغاز معتقدةً بأن الانفجار حدث هناك، لكن بعد ذلك وجدوا في الكاتدرائية الأضرار التي لحقت بالنافذة ومنشورات المطالبة بحق المرأة في الاقتراع ملقاة بين الزجاج المكسور والأنقاض.
كانت ميتج من المشتبه بهم بسبب موقفها المتشدد المعروف، وأيضًا لأن آثار أقدامها تركت أثرًا موحلًا مباشرةً إلى الجزء الخلفي من منزل ميتج. تم القبض على ميتج والمتآمرات معها في الساعة 8 صباحًا من اليوم التالي، لكن تم وضعهن تحت حماية الشرطة أثناء احتجازهن، حيث تم رميهن بالزجاجات والحجارة والطين، ما أدى إلى تحطيم نوافذ منزلها.
خسرت ما تبقى من التعاطف المحلي بعد أن ذكرت الحكومة أنها سترفع معدلات (الضرائب) المحلية لتغطية تكلفة إصلاح أضرار الكاتدرائية.
تم نقل ميتج والأخريات إلى سجن طريق كروملين حيث بدأن بالإضراب عن الطعام. حصلت ميتج على ميدالية الإضراب عن الطعام «للشجاعة» من قبل الاتحاد الاجتماعي والسياسي للمرأة، مربوطة بشرائط بألوان الأخضر والأبيض والأرجواني بتاريخ 10 أغسطس عام 1914.
توجد الآن ميدالية ميتج للإضراب عن الطعام في متحف ليسبورن.